# Dag Ståhle
Dag Ståhle, född mars 1970, död mars 2016, var en svensk roman- och ungdomsförfattare. Ståhle föddes i Östersund. Ståhle hade en grundutbildning som sjuksköterska med tvåårig påbyggnad inom infektion och neurologi.
Dag Ståhle debuterade på Gedins förlagshus med novellen En björn och en myggholk i boken Grupp -97. Hans första roman, Delfinpojken, Fallet A, kom ut 2002 och i pocket ett år senare. Den har basen i bibelns berättelse om Kain och Abel. Ståhle har även skrivit romanerna Marwins minne, Mina dagar i kvarteret Andromeda och Violatias Negativa Aqvarium samt novellsamlingen Kompositioner. 
Ståhle gav ut andra titlar än sina egna på förlaget A&O Böcker.